# AFI City
AFI City je vznikající polyfunkční čtvrť s byty, kancelářemi, obchody a parkem v Praze 9 - Vysočanech. Nachází se na místě zaniklého podniku ČKD Slévárny a Moury, jehož historie se začala psát roku 1896. Území, které leží severně od ulice Kolbenova má rozlohu 15 hektarů. Za projektem stojí izraelský developer AFI Europe Czech Republic, který působí v České republice od roku 1997 a který slibuje vybudovat také mateřskou školu, zahradní restauraci a fitness studio. Projekt zpracovala architektonická kancelář CMC Architects pod vedením architekta Davida R. Chisholma.

## Kompozice
V západní části jsou situovány rezidenční budovy – projekt Tulipa City. Ve středu je umístěn komplex administrativních budov s restauracemi a obchodními plochami v parteru a objekt fitness centra, zatímco ve východní části pozemku při ulici Kolbenova je plánováno obchodně-administrativní centrum. Administrativní objekty jsou navrženy v různých výškách, konkrétně mezi 6–8 podlažími s výjimkou dvou dominant o 13 a 18 podlažích. Severojižní osu projektu tvoří promenáda, která napojuje areál AFI CITY na ulici Kolbenova. Ve středu areálu se promenáda kříží se západovýchodní osou, která prochází parkem a napojuje další objekty ve východním a západním směru.

## Rezidenční část

### Tulipa City
Tulipa City je tvořena šesti budovami s 473 byty. Na východ od těchto domů byl v roce 2020 zpřístupněn park s celkovou plochou 7 500 metrů čtverečních. Zelené plochy křižují dlážděné promenády lemované stromy, okrasnými keři a květinami. V jižní části parku se také nachází dětské hřiště, v severní části bylo vytvořeno kaskádovitě řešené posezení z betonu.

#### První etapa

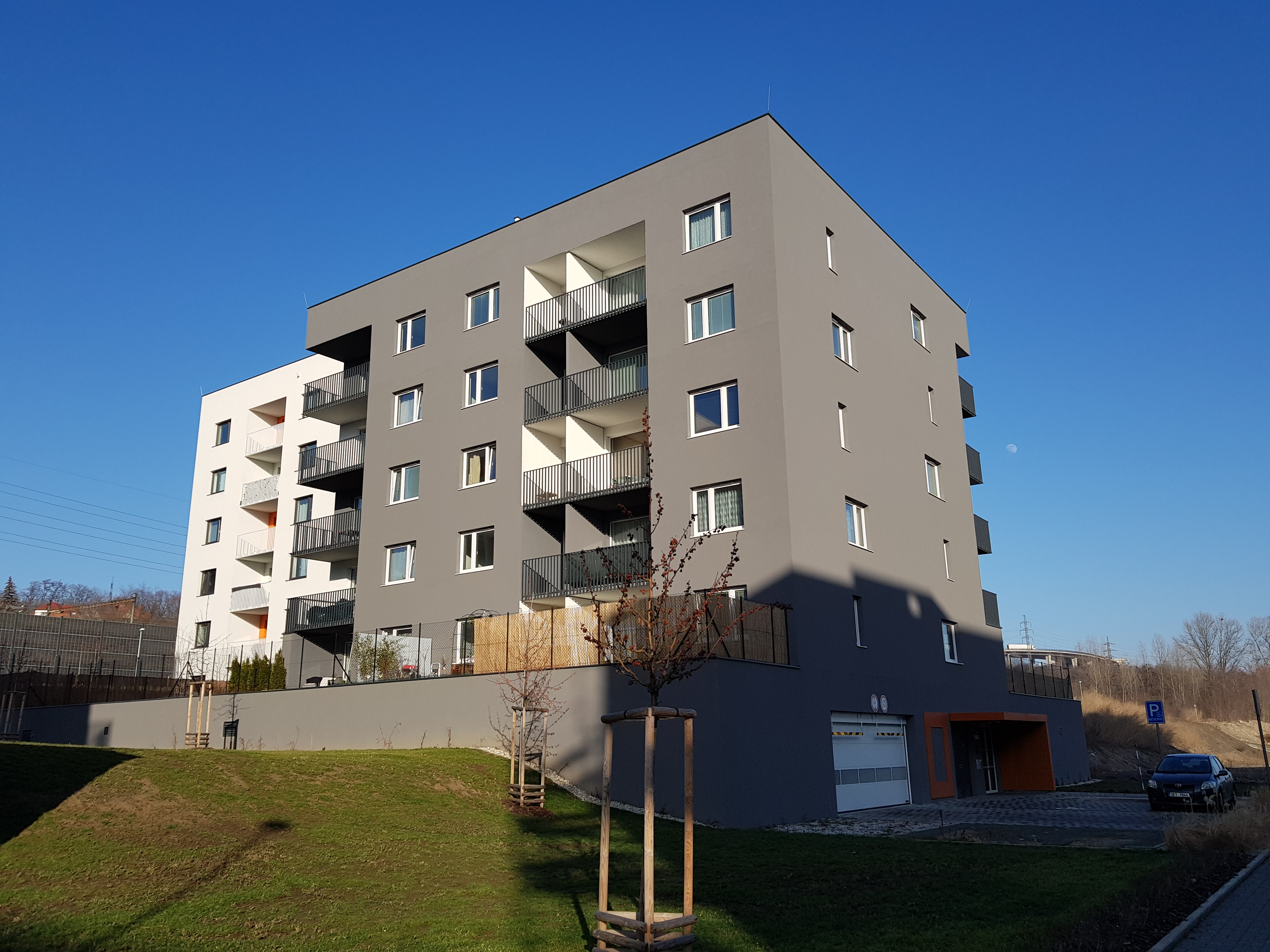
Dům čp. 1009/9 (označovaný jako budova O)

První fáze rezidenčního projektu Tulipa City byla realizována v letech 2016–2018. Ve čtyřech bytových domech označených L, M, N, O je 257 bytů o dispozici od 1+kk do 4+kk. Domy ve střídmém stylu mají jednoduchou kvádrovou kompozici do sebe zapadajících hmot v odstínech bílé a tmavě šedé. Budovy mají 5 pater a ve dvou podzemních podlažích jsou garážová stání, sklepní kóje a místnost pro mytí kol. Jako i u jiných obdobných projektů ke každému bytu náleží buď předzahrádka, střešní terasa nebo lodžie. Kolem každého domu je parková úprava. V polovině ledna 2018 byla dokončena protihluková stěna na severní straně podél železniční trati a zároveň nová příjezdová komunikace z Kolbenovy ulice. V květnu 2018 se nastěhovali první obyvatelé.
Projekt tvoří následující domy: delší dům označovaný jako L na adrese Strnadových čp. 1006/1 a 3 a menší M čp. 1007/5, N čp. 1008/7 a O čp. 1009/9.

#### Druhá etapa
Výstavba druhé etapy projektu Tulipa City začala v září 2017, zkolaudováno bylo v létě 2019. Ve dvou šestipodlažních bytových domech s označením K (severní; Strnadových čp. 1015/2, 4 a 6) a J (jižní; Moravcových čp. 1015/4, 6 a 8) je celkem 216 bytů o dispozicích od 1+kk do 4+kk.

### AFIHome Kolbenova
AFIHome Kolbenova je soubor apartmánových domů, které jsou určeny pro nájemní bydlení. Celkem zde vznikne 640 apartmánů ve dvou samostatných domech s recepcí a podzemním parkovištěm. Součástí budou také prostory pro obchody a služby. 

#### První etapa

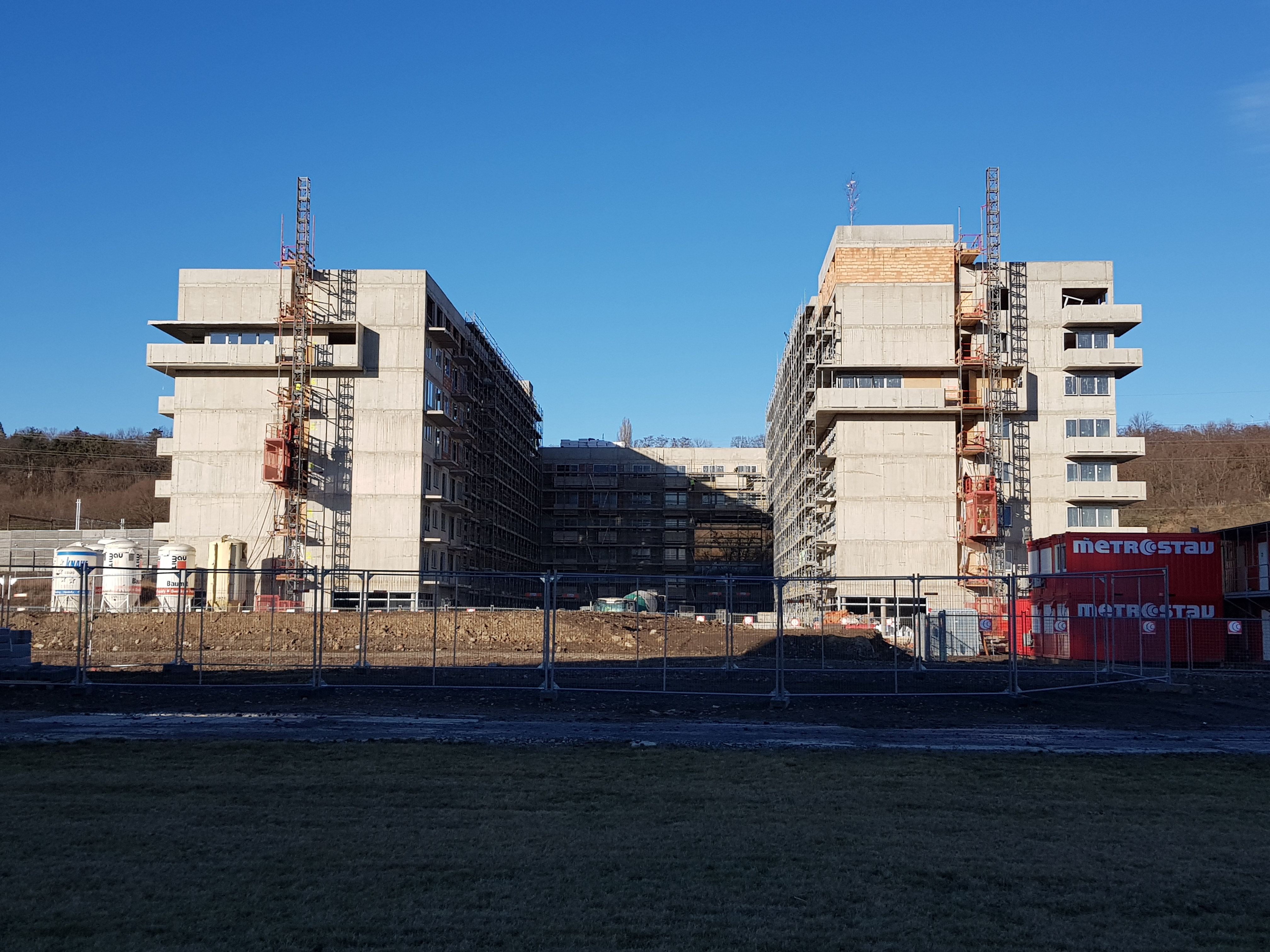
Nájemní dům projektu AFIHome Kolbenova (stav leden 2022)

První etapa (objekty E a D, Hindlova čp. 1040/7) zahrnuje 313 apartmánů o velikosti 28–128 metrů čtverečních v dispozicích od 1+kk do 4+kk v devítipodlažní budově, která má půdorys písmene U. V částečně otevřeném vnitrobloku je nádvoří s parkovou úpravou. V suterénu se nachází parkoviště. Budova se stavěla od 18. května 2021 a byla k nastěhování od května 2023.

#### Druhá etapa
Druhá etapa zahrnuje 327 bytů v dispozicích od 1+kk do 4+kk. Většina bytů bude mít vlastní balkon, lodžii nebo předzahrádku. Vnitroblok bude mít parkovou úpravou. V suterénu se nachází parkoviště. Budova se staví od 24. listopadu 2021.

## Administrativní část

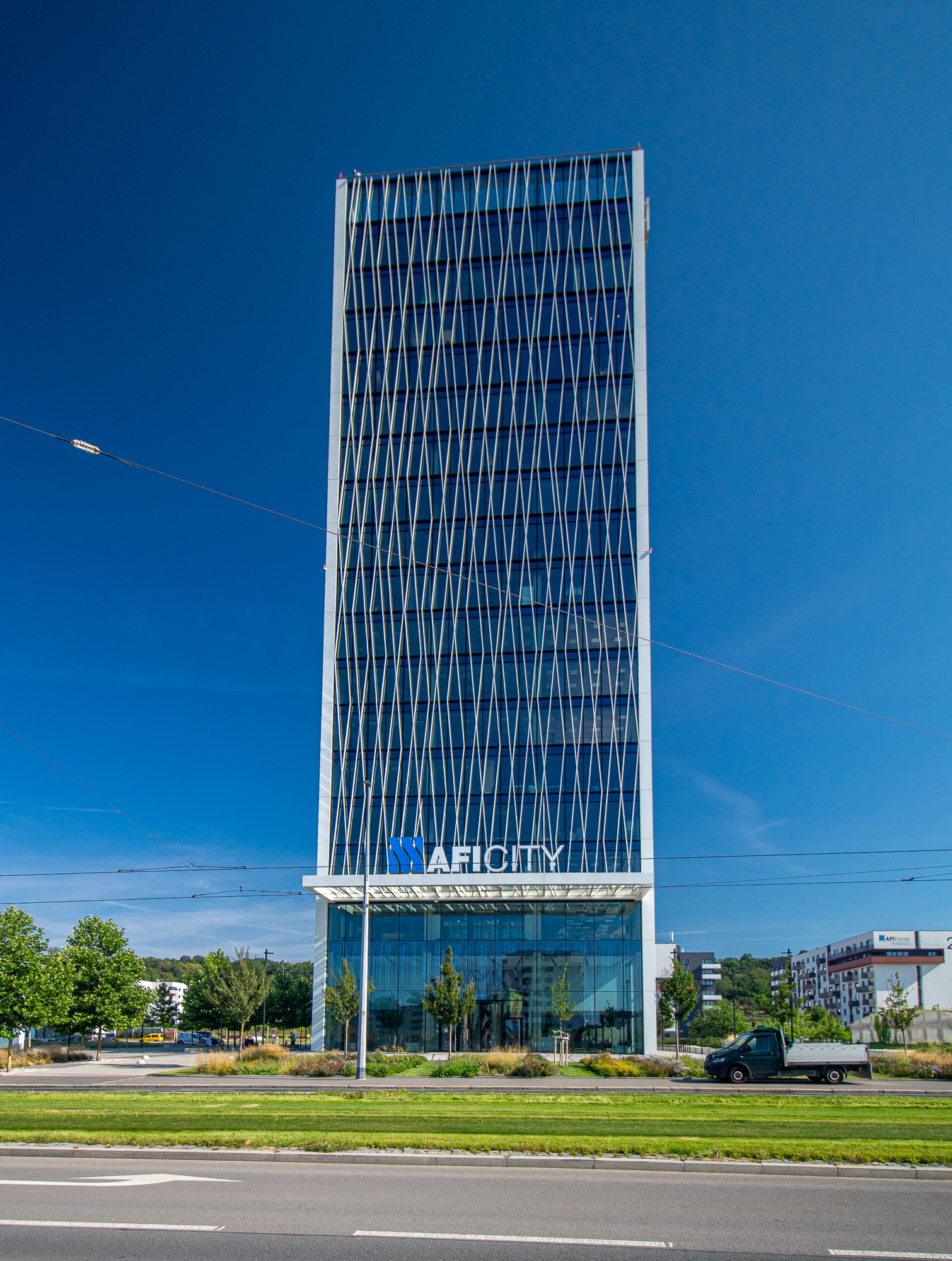
AFI CITY 1 (2024)

### AFI CITY 1
Prosklená věžová budova s pracovním označením Tower A se začala stavět v roce 2018, zkolaudována byla v září 2020. Stavba je 75 metrů vysoká, má 19 nadzemních a 3 podzemních podlaží. V přízemí se nacházejí obchody a restaurační zařízení, ve vyšších patrech pak kanceláře. Budova nabízí více než 17 300 metrů čtverečních pronajímatelné plochy. Disponuje také střešní terasou, která je přístupná všem nájemcům a otevírá široký výhled do okolí včetně Pražského hradu. V suterénu je 338 parkovacích stání. Budova je obklopena veřejně přístupnou odpočinkovou plochou s parkovými úpravami a vodními prvky. Charakterizuje ji bílá fasáda, která je vyplněna prosklenými plochami, nad hlavním vchodem je stylová markýza a prosklená vstupní hala je dvoupodlažní. Dominantou přízemí je umělecky zpracovaný motiv ozubeného kola, které zaujímá celou hlavní stěnu recepční haly. Vytvořil ho český výtvarník Ivan Komárek a připomíná bohatou průmyslovou historii Vysočan. Celková investice developera dosáhla 40 milionů eur.